# إرنست بريغز
إرنست بريغز (بالإنجليزية: Ernest Briggs)‏ هو رسام وفنان أمريكي، ولد في 1923 في سان دييغو في الولايات المتحدة، وتوفي في 1984.